# Isogenoides hansoni
Isogenoides hansoni är en bäcksländeart som först beskrevs av William Edwin Ricker 1952.  Isogenoides hansoni ingår i släktet Isogenoides och familjen rovbäcksländor. Inga underarter finns listade i Catalogue of Life.